# Região de informação de voo
Região de Informação de Voo ou FIR (do inglês Flight Information Region) é a designação dada à maior porção de espaço aéreo em que se dividem os espaços aéreos dos países para que seja prestado ao menos um dos serviços de tráfego aéreo (ATS, do inglês Air Traffic Services).
Cada FIR possui limites horizontais e verticais bem definidos, no interior dos quais todos os voos são reportados a um órgão ATS. Em contrapartida, as aeronaves recebem o Serviço de Informação de Voo ou "FIS" (do inglês Flight Information Service), o que lhes permite manter a separação lateral e vertical necessária à segurança (evitar colisões com obstáculos fixos e móveis tais como montanhas, edificações, grandes antenas, outras aeronaves etc.). Além do FIS, o órgão ATS responsável pelo monitoramento de uma FIR também presta o serviço de alerta ou ALRS (do inglês Alert Service), que tem por finalidade receber e encaminhar quaisquer comunicações de emergência que se originem de aeronaves que estejam voando no interior da FIR.